# Kleeblättrige Akebie
Die Kleeblättrige Akebie (Akebia trifoliata), auch Dreiblättrige Akebie genannt, ist eine Pflanzenart aus der Gattung Akebien (Akebia) innerhalb der Familie der Fingerfruchtgewächse (Lardizabalaceae). Sie kommt in Ostasien in Korea, China, Taiwan sowie Japan vor.

## Beschreibung

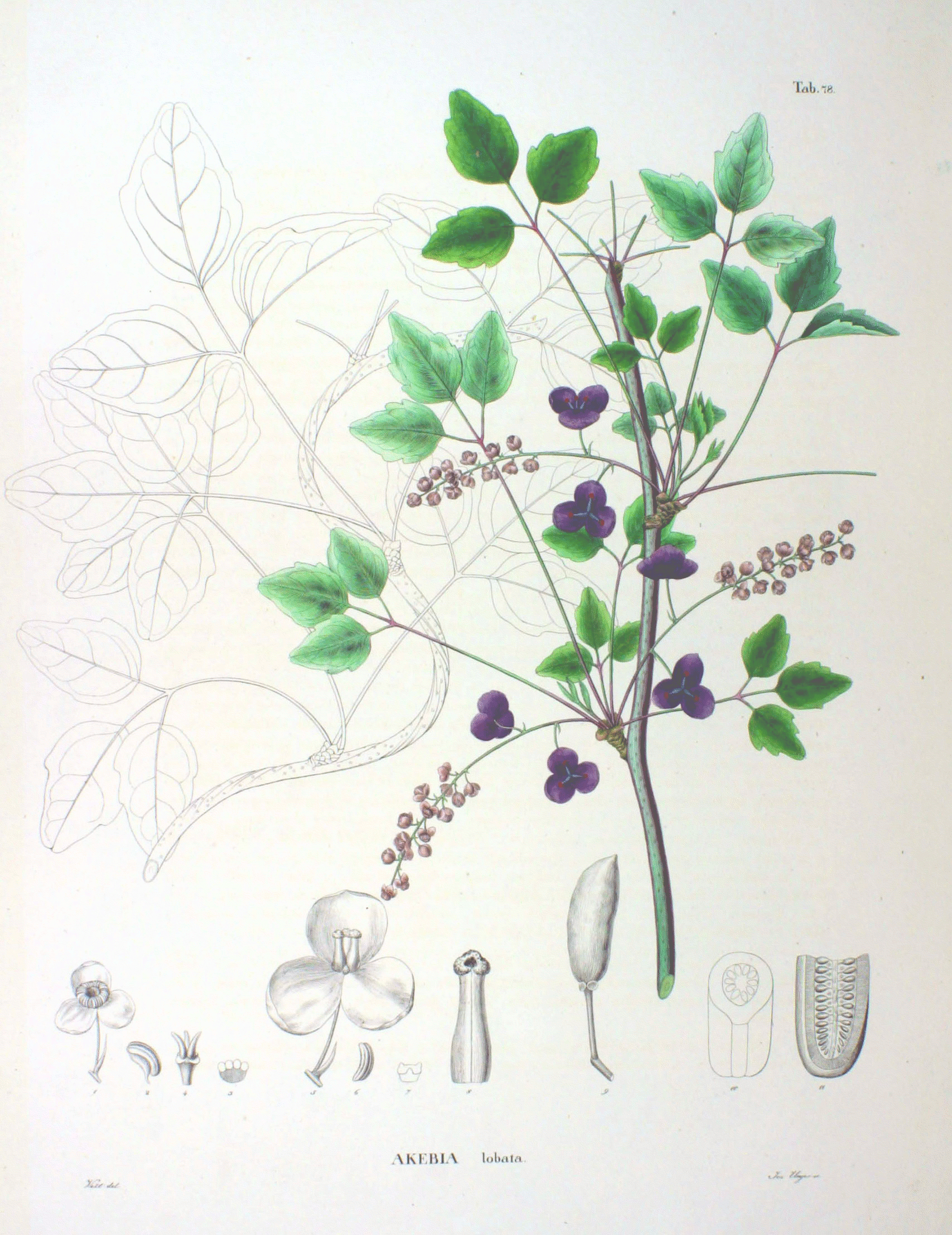
Illustration

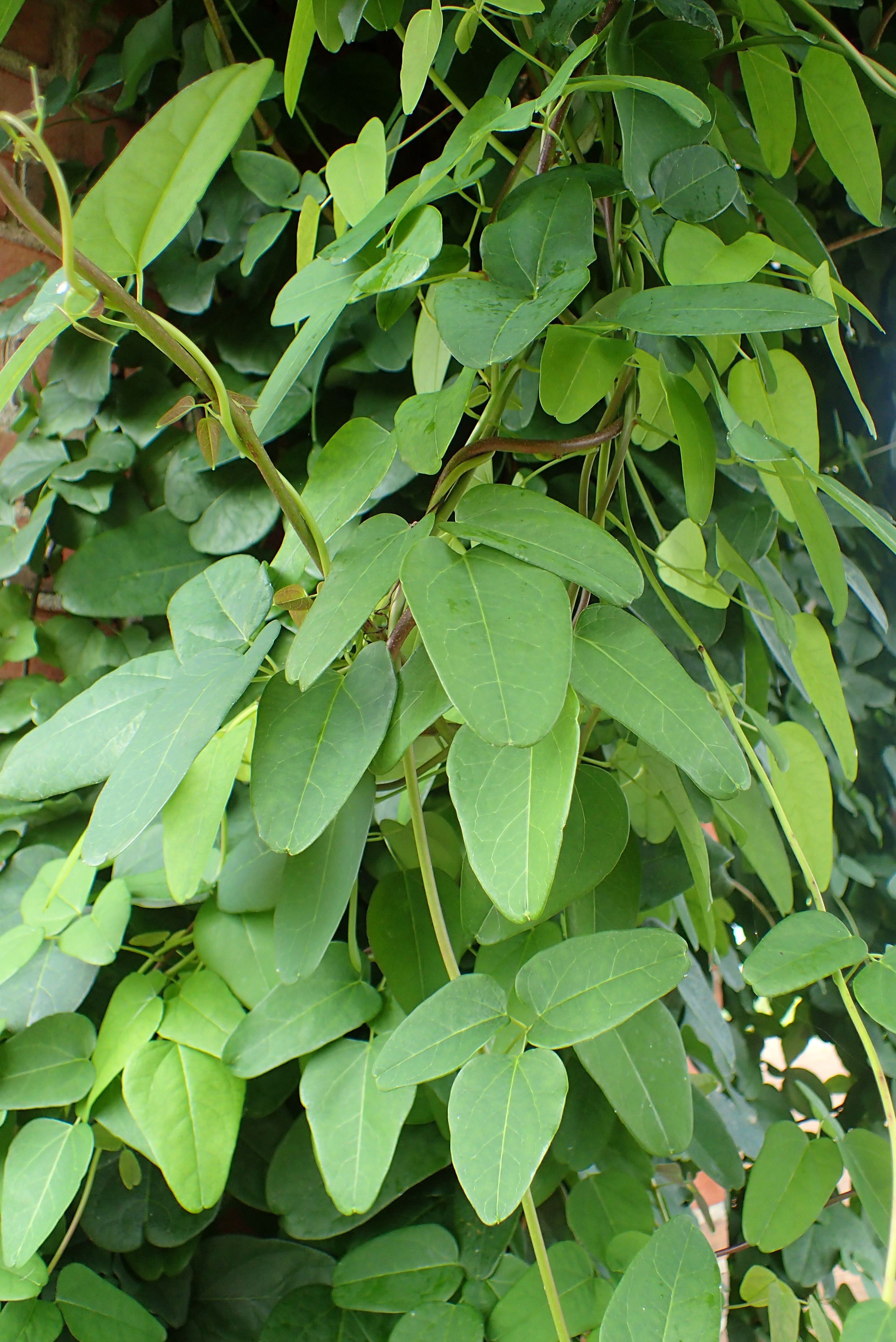
Blätter

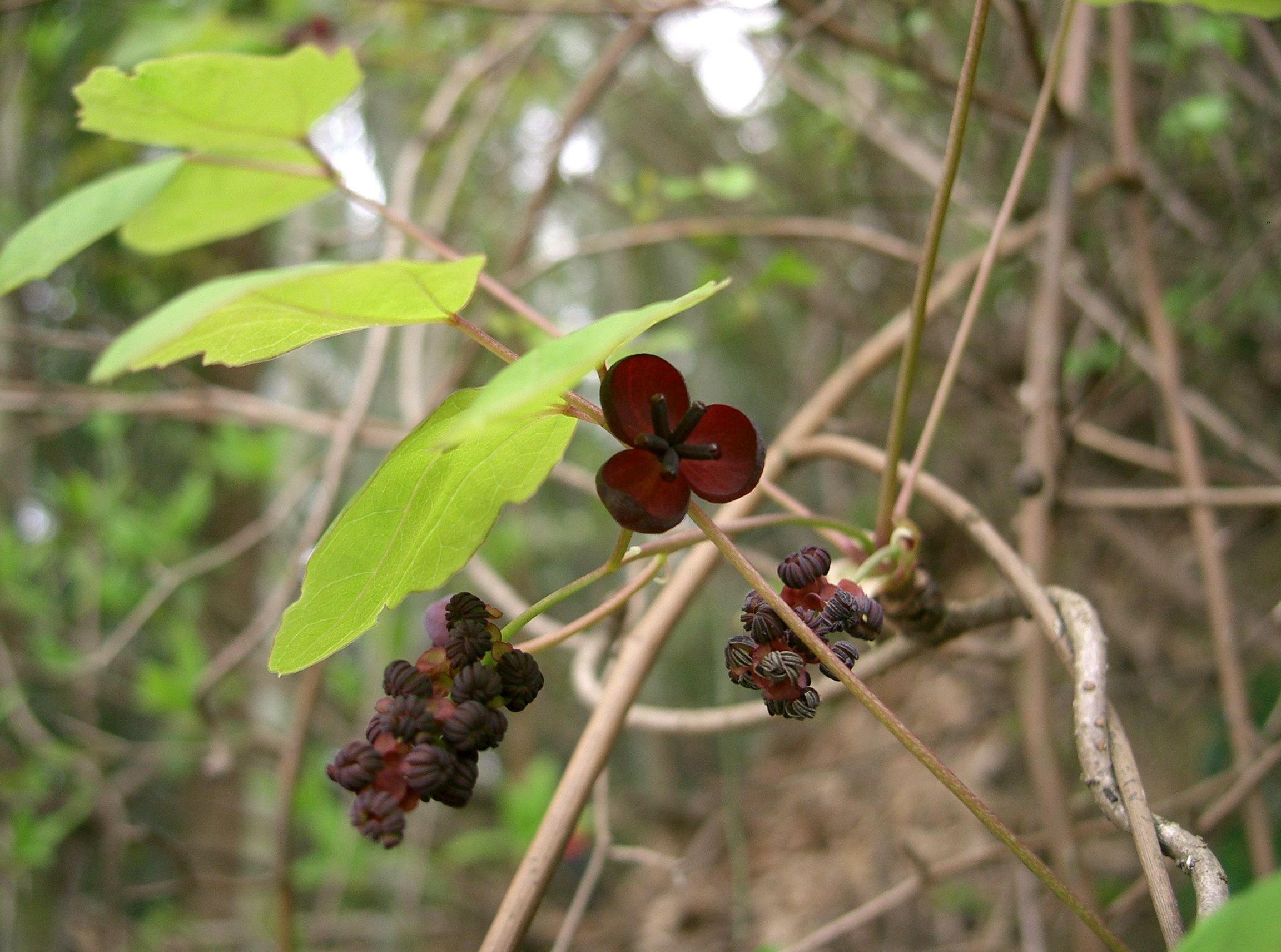
Weibliche Blüte im Zentrum, dahinter männliche Blüten

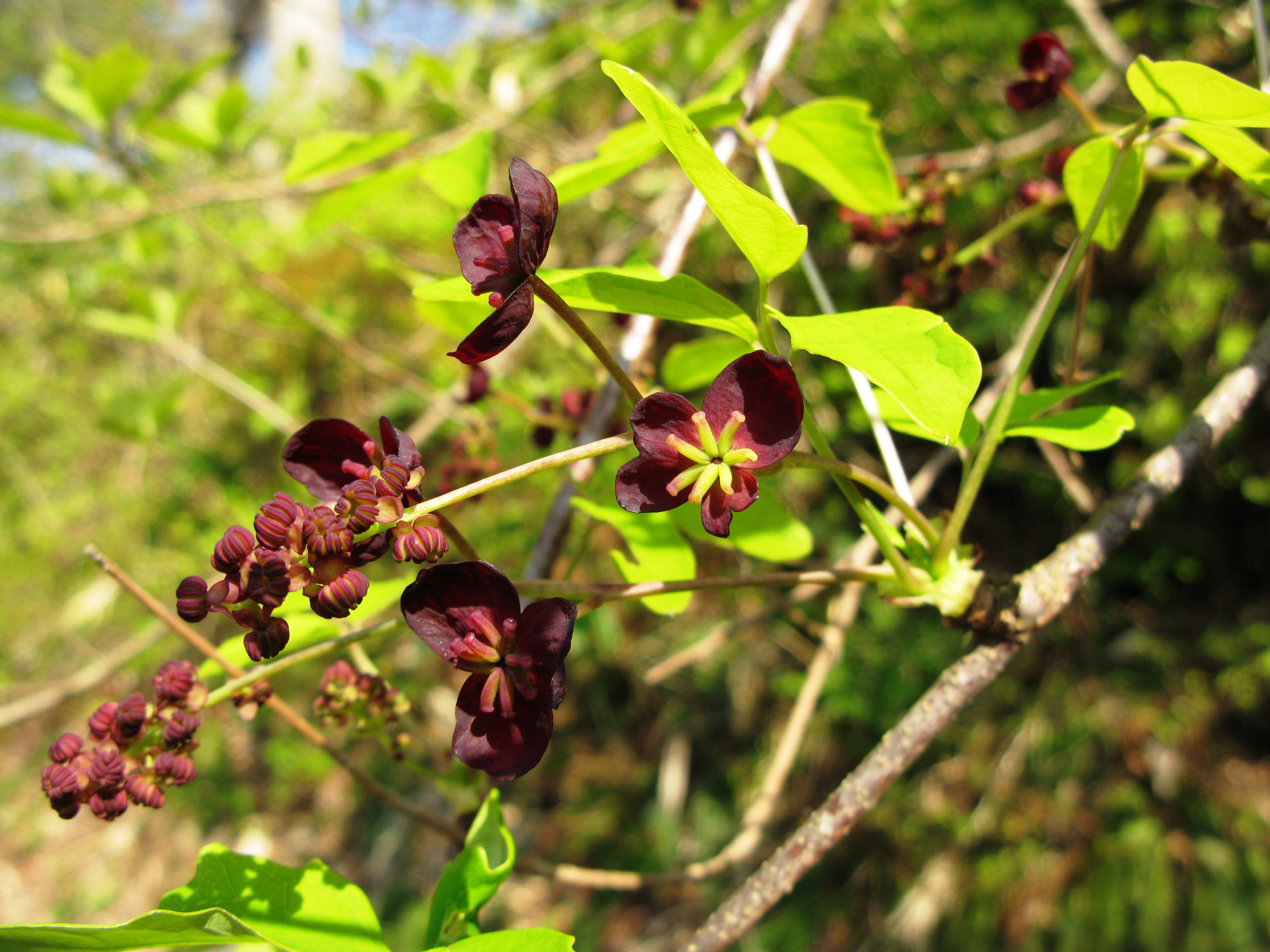
Weibliche Blüten rechts, männliche links

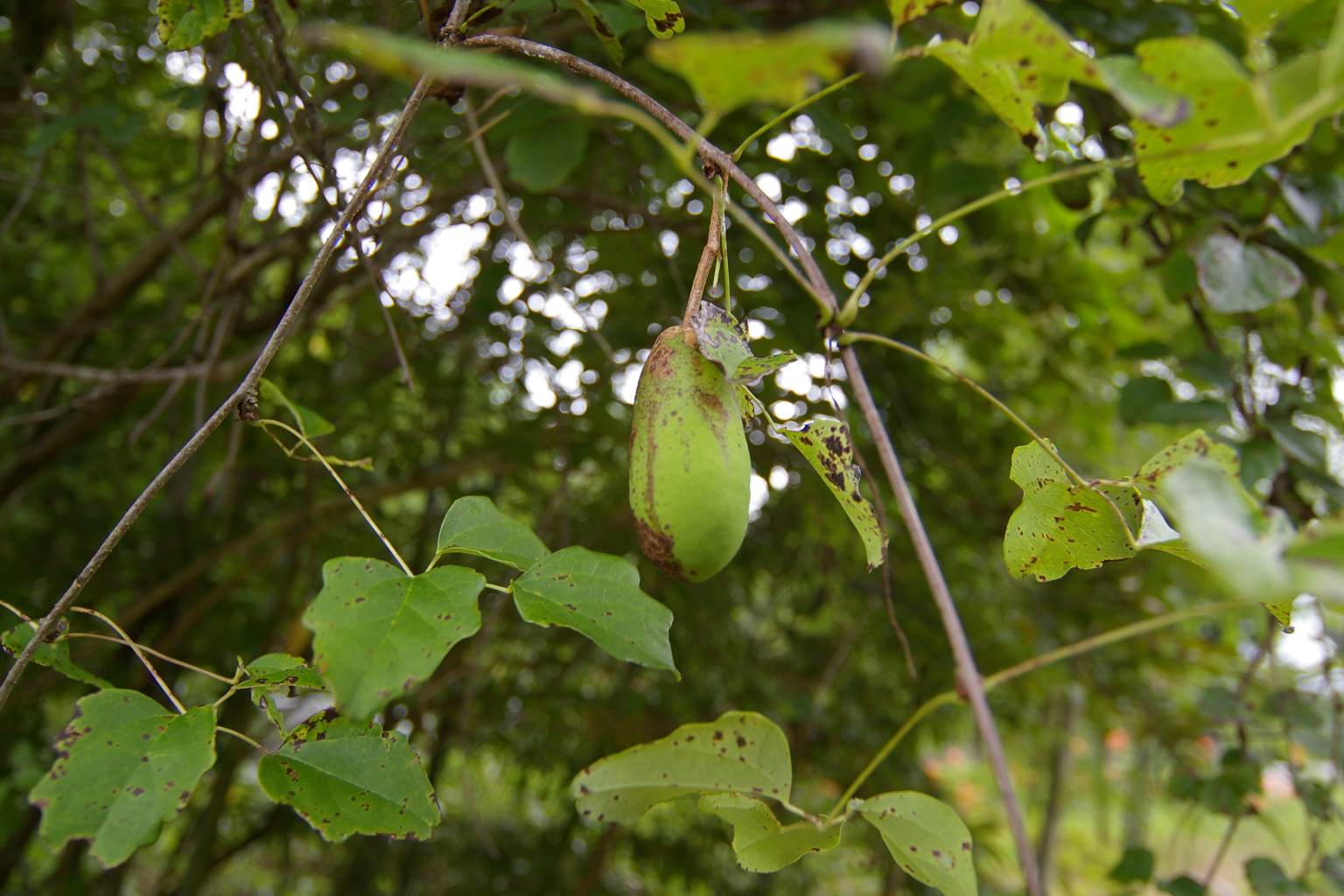
Sprossachse, Laubblätter und junge Frucht

### Vegetative Merkmale
Die Dreiblättrige Akebie wächst als laubabwerfende bis halbimmergrüne, verholzende, windende Kletterpflanze (Liane) und erreicht Wuchshöhen von etwa 9 Metern. Die Rinde der Sprossachse ist gräulich-braun und warzig mit locker verteilten Lentizellen.
Die wechselständig angeordneten Laubblätter sind in Blattstiel und -spreite gegliedert. Der Blattstiel ist 7 bis 11 Zentimeter lang. Die Blattspreite ist handförmig aus meist drei, oder selten fünf Teilblättchen zusammengesetzt. Der Stiel des Endblättchen ist 2 bis 4 Zentimeter lang, die der seitlichen Blättchen 6 bis 12 Millimeter lang. Die Blättchen sind bei einer Länge von 3 bis 8 Zentimetern sowie einer Breite von 1,5 bis 6 Zentimetern eiförmig, eiförmig-länglich oder breit-eiförmig mit gestutzter, gerundeter, herz- oder keilförmiger Basis und stumpfem bis rundspitzigem und etwas eingebuchtetem bis ausgerandetem, (fein)stachelspitzigem oberen Ende. Die Unterseite der Blättchen ist hellgrün und die Oberseite dunkelgrün. Der Rand der Blättchen ist gebuchtet, leicht gelappt bis mehr oder weniger ganz. Die Blättchen sind pergamentartig bis mehr oder weniger lederig. Es sind keine Nebenblätter vorhanden.

### Generative Merkmale
Die Dreiblättrige Akebie ist einhäusig getrenntgeschlechtig (monözisch). Auf 6 bis 16 Zentimeter langen Kurztrieben befinden sich achselständig auf 3 bis 5 Zentimeter langen, schlanken Blütenstandsschäften die traubigen Blütenstände. Je Blütenstand sind 15 bis 30 männliche Blüten und darunter die weiblichen Blüten angeordnet. Die Blütenstiele der männlichen Blüten sind 2 bis 5 Millimeter lang und schlank, die der weiblichen Blüten sind etwas dicker und 1,5 bis 3 Zentimeter lang.
Die relativ kleinen Blüten sind eingeschlechtig mit einfacher Blütenhülle, die Kronblätter fehlen. Die männlichen Blüten besitzen drei oder vier hell-purpurfarbene bis purpurfarbene Kelchblätter, die breit-elliptisch, elliptisch oder länglich sind. Bei den männlichen Blüten sind sechs Staubblätter vorhanden, deren Staubfäden sehr kurz sind und deren Staubbeutel während der Anthese nach innen gekrümmt sind; es sind drei länglich-pfriemliche Pistillode vorhanden. Die weiblichen Blüten besitzen drei purpurfarben-braune, dunkel- bis schwarz-purpurfarbene Kelchblätter, die fast kreisförmig, fast linealisch oder schmal-länglich sind. Bei den weiblichen Blüten sind vier bis neun gerade 4 bis 6 Millimeter lange Fruchtblätter vorhanden.
Die bei Reife purpurfarbenen Balgfrüchte sind länglich und gerade oder etwas gebogen. Die Balgfrucht öffnet sich bei Reife an einer Naht und enthält viele Samen, die in mehreren Reihen in einer Pulpa eingebettet sind. Die Samen sind eiförmig.

## Phänologie
Blütezeit reicht in China von April bis Mai. Die Früchte reifen in China von Juni bis September.

## Systematik und Verbreitung

### Taxonomie
Die Erstveröffentlichung erfolgte 1794 unter dem Namen (Basionym) Clematis trifoliata durch Carl Peter Thunberg in Transactions of the Linnean Society of London, Volume 2, S. 337. Die Neukombination zu Akebia trifoliata (Thunb.) Koidz. wurde 1925 durch Gen’ichi Koidzumi in Botanical Magazine, Tokyo, Volume 39, S. 310 veröffentlicht. Synonyme für Akebia trifoliata (Thunb.) Koidz. sind bei Christenhusz 2012: Akebia chaffanjonii H.Lév., Akebia chingshuiensis T.Shimizu, Akebia lobata Decne., Akebia lobata var. australis Diels, Akebia quercifolia Siebold & Zucc., Akebia sempervirens Nakai, Akebia trifoliata var. litoralis Konta & Katsuy

### Botanische Geschichte
In der Flora of China 2001 gibt es von Akebia trifoliata etwa drei Unterarten:
- Akebia trifoliata subsp. australis (Diels) T.Shimizu: Sie gedeiht in offenen Wäldern entlang von Tälern und zwischen Sträuchern an Berghängen in Höhenlagen von 300 bis 2100 Metern in Taiwan und in den chinesischen Provinzen Anhui, Fujian, Guangdong, Guizhou, Henan, Hubei, Hunan, Jiangsu, Jiangxi, südliches Shaanxi, südliches Shanxi, Sichuan, Yunnan sowie Zhejiang.[1]
- Akebia trifoliata subsp. longisepala H.N.Qin → Sie wird seit Christenhusz 2012 als eigenständige Art Akebia longisepala (H.N.Qin) Christenh. angesehen:[3] Dieser Endemit gedeiht in Höhenlagen von 600 bis 800 Metern nur im Wen Xian im südöstlichen Teil der chinesischen Provinz Gansu.[1]
- Akebia trifoliata subsp. trifoliata: Sie kommt in Japan und in den chinesischen Provinzen südöstliches Gansu, südliches Henan, westliches Hubei, südliches Shaanxi, Shandong, südliches Shanxi sowie Sichuan vor.[1]

## Nutzung

### Zierpflanze
Die Dreiblättrige Akebie wird in den gemäßigten Gebieten aufgrund ihrer langen Laubhaftung und ihres schnellen Wachstums zur Fassadenbegrünung verwendet; ist jedoch nicht sehr häufig, da sie sich leicht „verschlingt“. Sie ist winterhart und frosttolerant bis Zone 5.

### Nahrungsmittel
Die Früchte sind essbar und haben einen leicht süßlichen Geschmack. Die Blätter können als Tee verwendet werden.

### Heilmittel
In China und Japan gilt die getrocknete Rinde der Akebie als Heilmittel und ist vom Japanischen Sozialministerium auch als solches anerkannt. Sie wirkt diuretisch, ist entzündungshemmend, hilft bei ausbleibender Menstruation und beim Stillen.